# Paddesteen

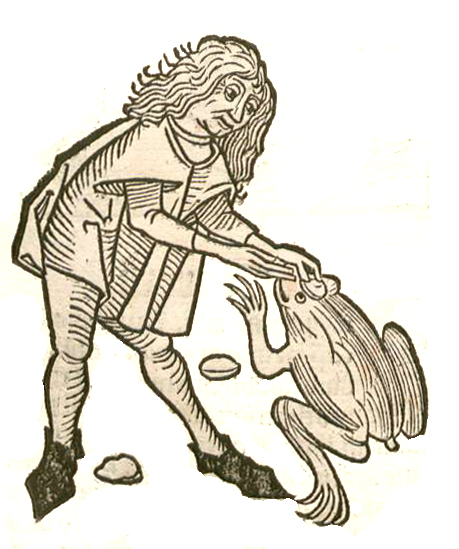
Hortus sanitatis. Straßburg 1491. Borax - Krötenstein

Een paddesteen, (zoals batrachiet of echiniet) is een holle steen met daarin een zeer kleine opening.
De paddestenen werden in de late middeleeuwen veel besproken. Sommige geleerden meenden dat de stenen zelf de padden hadden voortgebracht. Deze theorie heet abiogenese. Anderen meenden dat een kleine pad in de steen was gedrongen en daarbinnen was blijven groeien. Het raadselachtige aan de stenen is dat men ze ook diep onder de grond, in mijnen, gevonden heeft.
Jacob van Maerlant beschrijft een paddesteen in zijn boek over slangen maar bij hem gaat het om een dennenappelvormig amulet vervaardigd uit het oog van een pad. De amulet zou verkleuren wanneer zij met gif in aanraking kwam.
De humanist Anselmus Boëtius de Boodt schreef rond 1610 een "De la Pierre de Crapaut, ou Garatroine" over het verschijnsel. Ook Athanasius Kircher brak zich in 1678 in zijn Mundus Subterraneus of "D'Onder-Aardse Weereld" het hoofd over deze stenen.
Bij Kircher is er sprake van "afdrukken van padden in stenen".
Op Gran Canaria komt een zeldzame plant, de Sideritis discolor, of "paddesteen" voor.